# Bibelskola
En bibelskola är de slags bibelstudium som sker i gruppform. Omfattning och kontinuiteten kan variera alltifrån enstaka sammankomster, studiecirklar under en termin eller flera år, ända till mer eller mindre heltidsstudier. Den minsta gemensamma nämnaren är de diskussioner kring kristen teologi som sker utifrån bibelns texter. 
Bibelskolor sker ofta i regi av olika trossamfund eller utbildningsinstitutioner med anknytning till något trossamfund. Många bibelskolor drivs som kurser på diverse olika folkhögskolor.